# Bertram (plant)
Bertram (Anacyclus pyrethrum) is een kruidachtige plant uit de composietenfamilie (Asteraceae).
De soortaanduiding pyrethrum is afgeleid van Oudgrieks πῦρ, pur, dat vuur betekent. De wortel van de plant geeft namelijk een brandend gevoel op de tong. Vandaar ook dat de plant vroeger ook wel 'vuurplant' werd genoemd. Bij mannen bevordert de plant de potentie en het is tevens een ondersteunend middel tegen astma.